# 安卡拉克拉山
8°28′51″S 77°49′52″W / 8.48083°S 77.83111°W
安卡拉克拉山（Ancaracra），是秘魯的山峰，位於該國北部安卡什大區，由科龍戈省的庫斯卡區負責管轄，屬於布蘭卡山脈的一部分，海拔高度4,400米。